# Georg Lohr
Georg Friedrich Lohr (* 9. November 1861 in Speyer; † 8. Mai 1945 in Fissau) war ein deutscher Architekt und preußischer Baubeamter.

## Leben und Wirken
Georg Lohr war ein Sohn von Georg Friedrich Wilhelm Lohr (1809–1884) und dessen Ehefrau Karoline Magdalene Lohr geborene Maxe (1822–1912). Er besuchte das Realgymnasium Speyer, das er im August 1881 mit der Reifeprüfung verließ. Vom Wintersemester 1881 bis zum ersten Staatsexamen am 18. März 1887 studierte er an der Technischen Hochschule (Berlin-)Charlottenburg. Während dieses Zeitraums leistete er auch seinen Militärdienst als Einjährig-Freiwilliger ab und studierte im Sommersemester 1884 an der Technischen Hochschule München. Vom 28. Mai 1887 bis zum 30. April 1890 absolvierte er den Vorbereitungsdienst als Regierungsbauführer (Referendar in der öffentlichen Bauverwaltung). Dabei leitete er Erweiterungsbauten von Krankenhäusern und Schulen in (Berlin-)Charlottenburg. Außerdem übernahm er Aufträge bei der Kreisbauinspektion in Teltow und bei der Bezirksregierung in Potsdam.
Lohr bestand das zweite Staatsexamen für Hochbau und wurde danach am 24. Oktober 1891 zum Regierungsbaumeister (Assessor in der öffentlichen Bauverwaltung) ernannt. Damit erhielt er eine Stelle in Graudenz. Hier arbeitete er, bis ihn das preußische Ministerium der öffentlichen Arbeiten am 1. Juli 1892 einberief. Er erstellte dort wiederholt Entwürfe, darunter 1892 für das Regierungspräsidium in Osnabrück und am 1. März 1893 für das neue Gebäude des Operationssaals und den Ausbau des Chemischen Instituts der Christian-Albrechts-Universität zu Kiel. Hier entwarf er auch 1897/1898 den Ausbau der Frauenklinik und der Kochküche. 1898 plante er den 1901 fertiggestellten Neubau der Psychiatrischen und Nervenklinik.
Am 1. Oktober 1900 wurde Lohr zum kommissarischen, am 1. April 1902 zum planmäßigen Kreisbauinspektor in Kiel berufen. Am 4. Oktober 1907 wurde er zum (königlich preußischen) Baurat ernannt, am 4. April 1917 zum Regierungs- und Baurat befördert. Vom 13. Dezember 1924 bis zur Pensionierung am 1. April 1927 arbeitete er im Rang eines Oberbaurats.
Im Amt galt Lohr als redegewandte, humorvolle und souveräne Führungspersönlichkeit und bis ins hohe Alter als lebhaft. Mit seiner Ehefrau Anna Adolpha geb. von Zerssen (1873–1957), die er 1904 geheiratet und mit der er einen Sohn und zwei Töchter hatte, lebte er zunächst in Kiel. Während des Zweiten Weltkriegs verließ er die Stadt aufgrund kriegsbedingter Schäden und zog nach Fissau, wo er starb.

## Bauten

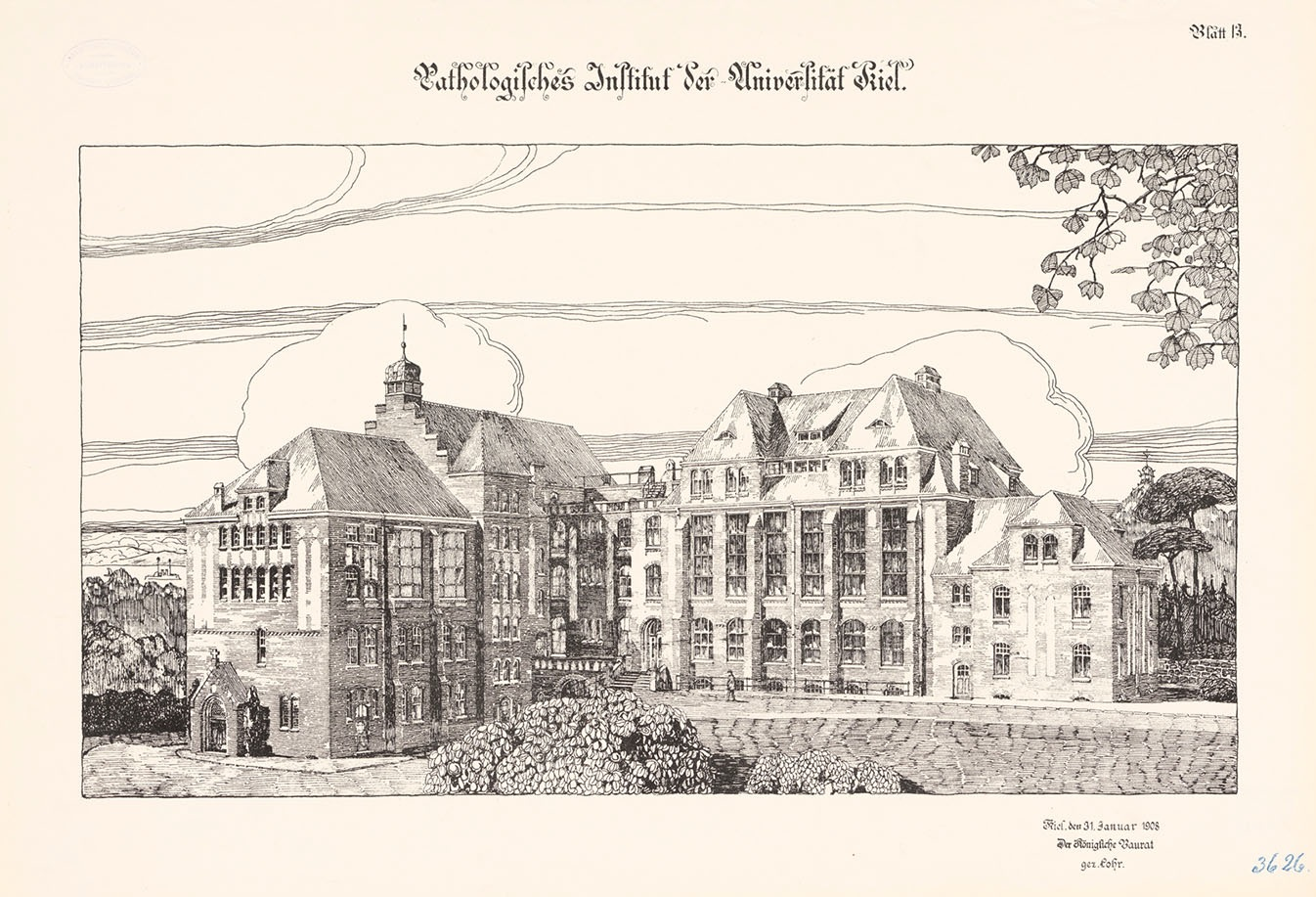
Kieler Institut für Pathologie

Lohr entwarf viele Gebäude selbst oder übernahm die Oberleitung der Bauausführungen. Zu den größeren Aufträgen gehörten:
- 1899–1901: Physikalisches Institut der Christian-Albrechts-Universität zu Kiel
- 1900: Meridianhaus der Sternwarte Kiel
- 1905–1907: Pathologisches Institut der Christian-Albrechts-Universität zu Kiel
- 1907–1909: Kunsthalle zu Kiel
- 1909: „Seeburg“ in Kiel
- 1912: Lehrerseminar und Direktorenwohnhaus der Sternwarte in Kiel
- 1915: Boot- und Fechthalle in Kiel
- 1922–1923: Institutsgebäude der Preußischen Versuchs- und Forschungsanstalt für Milchwirtschaft
- 1926: Landwirtschaftlichen Institute der Christian-Albrechts-Universität zu Kiel

Hinzu kamen Erweiterungsmaßnahmen, die oftmals ähnlich umfangreich wie Neubauten waren. Dazu zählten:
- 1900–1902: Hauptgebäude und Erweiterung der Aula der Christian-Albrechts-Universität zu Kiel
- 1900: Erweiterung des Akademischen Krankenhauses um einen Hörsaal
- 1901 und 1908: Ausbau des Chemischen Instituts der Christian-Albrechts-Universität zu Kiel
- 1902 und 1904: Ausbau des Anatomischen Instituts der Christian-Albrechts-Universität zu Kiel
- 1903: Erweiterung der Frauenklinik der Christian-Albrechts-Universität zu Kielum eine Abteilung für Geburtshilfe
- 1906: Anbau eines Nebenmagazins für die Universitätsbibliothek Kiel, das 170.000 Bände aufnehmen konnte
- 1908: Anbau an das Physikalische Institut der Christian-Albrechts-Universität zu Kiel
- 1909: Bau eines Hörsaals für das Botanische Institut der Christian-Albrechts-Universität zu Kiel
- 1910–1912: Ausbau der Augenklinik der Christian-Albrechts-Universität zu Kiel
- 1911: Bau eines Hörsaals für das Zoologische Institut der Christian-Albrechts-Universität zu Kiel
- 1913: Ausbau des Physiologischen Instituts der Christian-Albrechts-Universität zu Kiel
- 1914: Erweiterung des Anatomischen Instituts der Christian-Albrechts-Universität zu Kiel um einen Flügel
- 1917: Umbau des vorherigen Operationshauses der Kieler Universitätsklinik zu einer Ohrenklinik
- 1922–1924: Anbau eines septischen Flügels an die Universitäts-Frauenklinik
- 1923–1924: Erweiterung des Nydamboot-Saales am Museum vaterländischer Alterthümer
- 1925: Ausbau und Aufstockung eines Isolierhauses der Universitäts-Kinderklinik

## Ehrungen
Für seine Leistungen wurde Georg Lohr wiederholt ausgezeichnet:
- Anlässlich der Fertigstellung der Chirurgischen Klinik bekam er 1904 den preußischen Roten Adlerorden IV. Klasse verliehen.
- Bei der Einweihung der Kieler Kunsthalle erhielt er 1909 den preußischen Königlichen Kronenorden III. Klasse.
- 1918 wurde er mit dem Verdienstkreuz für Kriegshilfe ausgezeichnet.
- Die Christian-Albrechts-Universität zu Kiel verlieh ihm am 5. August 1926 ihre Ehrenbürgerwürde.